# La Plata (stacja kolejowa)
La Plata – stacja kolejowa w La Placie, w prowincji Buenos Aires, w Argentynie. Znajdują się tu 3 perony.
Stacja znajduje się na Línea General Roca i jest jednocześnie stacją końcową dla pociągów ze stacji Buenos Aires Constitución.

## Historia
Ta monumentalna budowla zwieńczona dużą kopułą została otwarta w dniu 1 października 1906. Architektami byli Louis Newbery Thomson (USA) i Paul Bell Chambres (UK). Zastąpiła ona pierwszą stację w mieście: Estación 19 de Noviembre, w której obecnie mieści się centrum kulturalne Pasaje Dardo Rocha.
Stacja kolejowa w La Placie była miejscem pierwszej sceny filmu Siedem lat w Tybecie z 1997.
W latach 1998–1999, budynek został przebudowany przez koncesjonariusza Metropolitano.